# Gezellig naar de Krim
Gezellig naar de Krim was een Nederlands televisieprogramma uit 2007 van de KRO gepresenteerd door Derk Bolt.
In dit televisieprogramma werden 21 stelletjes vanaf 60 jaar of ouder gevolgd met hun gezamenlijke vakantie in het oosten van Europa, ze kamperen onder andere in Polen, Oekraïne en Roemenië. Ook werden zij gevolgd bij het plezier en de spanning tijdens de reis.
De eerste uitzending werd bekeken door 1,2 miljoen Nederlanders. Het programma kreeg in 2008 een vervolg met Gezellig naar Marokko. Vanaf 2011 wordt dit programma uitgezonden onder de titel We zijn er Bijna! met als presentatrice Martine van Os.